# Défécation
Pour les articles homonymes, voir Défécation (homonymie).

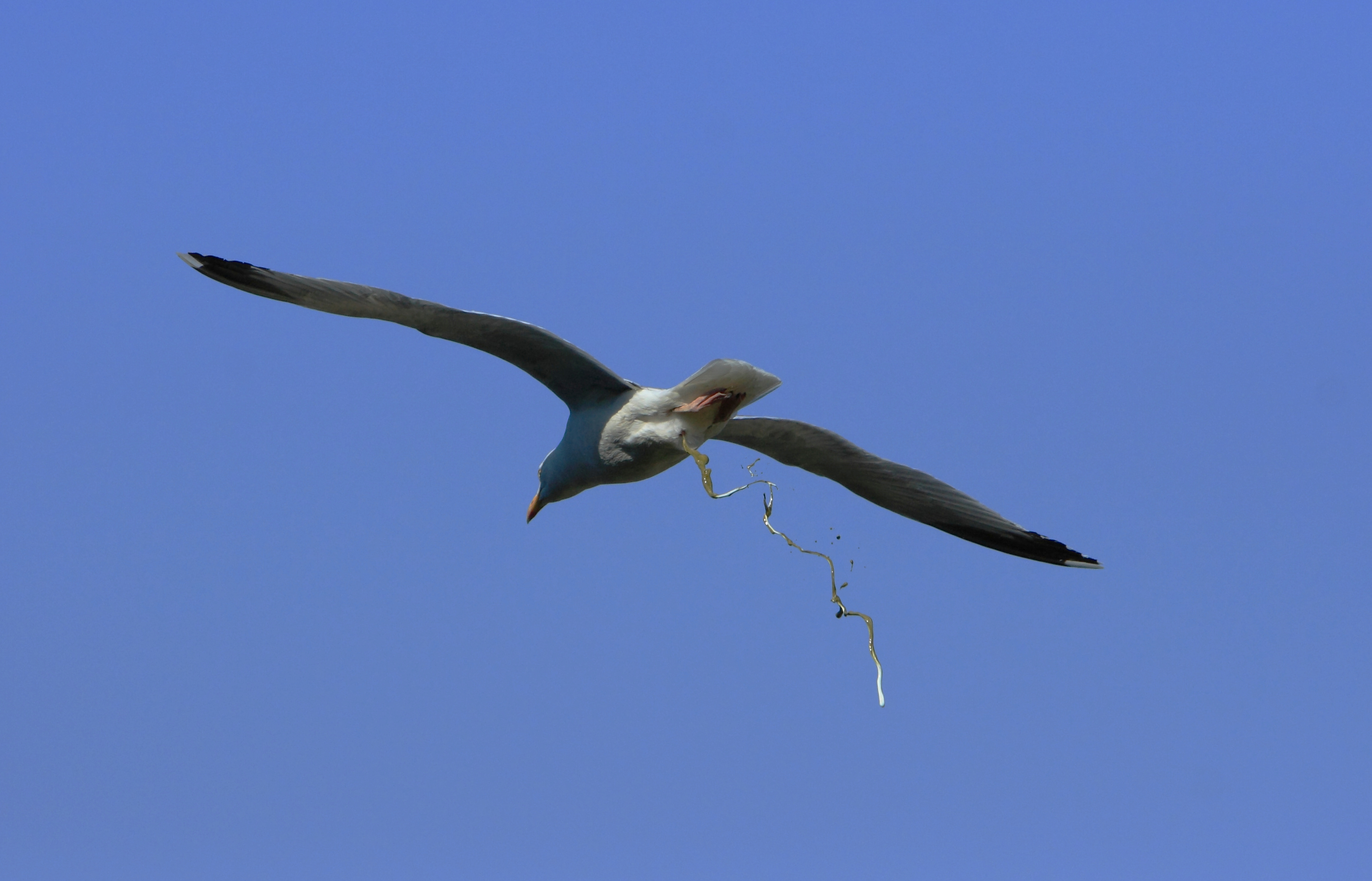
Photographie d'un goéland argenté en train de déféquer ses fientes en plein vol.

La défécation (du latin defaecatio, « purification », issu du latin de, « hors de », et faeces, « fèces »), parfois appelée déjection (du latin dejectio, « action de jeter à bas »), est l’expulsion des matières fécales au niveau de l'anus, ou des fèces et de l'urine au niveau du cloaque. La plupart des mammifères produisent des fèces cylindriques en morceaux dont la longueur moyenne est de 5 fois le diamètre du rectum. Le régime alimentaire et la santé affectent la densité des matières fécales. Chez les herbivores stricts, les fèces sont dénommées « bouses » et, formées de matières végétales, peuvent servir de combustibles ou d'enduits. Selon un article paru dans Soft matter, revue consacrée aux matières molles, les grands animaux compensent la taille et le poids plus élevé de leurs excréments et un rectum plus longs par un mucus plus épais permettant de déféquer en environ 12 secondes, un temps de 8 secondes plus court que le temps également presque universel nécessaire à la plupart des mammifères pour uriner : 21 secondes (découverte qui a aussi valu aux auteurs de remporter un Prix Ig-Nobel en 2015).
Une hypothèse explicative à cette universalité serait qu'au moment de la défécation l'animal est en situation de vulnérabilité, et que de plus « l'odeur des déchets métaboliques corporels attire les prédateurs, ce qui est dangereux pour les animaux. S'ils prenaient plus de temps, ils s'exposeraient plus et risqueraient d'être découverts » commente Patricia Yang, ingénieur en mécanique du Georgia Institute of Technology d'Atlanta.

## Physiologie des mammifères
Selon Patricia Yang, pour 23 mammifères étudiés, la défécation ne dure que 12 secondes en moyenne (± 7 secondes). Dans cet article sur l'hydrodynamique de la défécation, les auteurs révèlent que ces mammifères (du chat à l'éléphant, de 4 à 4 000 kilogrammes de poids corporel) terminent ce travail avec une pression identique, quelle que soit la hauteur ou le volume de leur corps, selon New Scientist. À titre d'exemple, la souris ou l'Homme appliquent à leurs excréments la même pression afin de les évacuer. Les auteurs ont produit un modèle tenant compte des temps de défécation plus courts et plus longs respectivement liés à la diarrhée et à la constipation. Ils estiment que les cliniciens pourraient utiliser le temps de défécation comme procédure non invasive dans les diagnostics de certaines maladies du système digestif.

## Physiologie des oiseaux
Chez les oiseaux, le temps d'excrétion est encore plus court et la pression faible mais il existe des exceptions, tel le manchot de terre Adélie qui - ne pouvant quitter son nid afin de ne pas exposer son œuf au froid polaire -  expulse violemment ses fientes vers l'extérieur autour de son nid, en général jusqu'à environ 40 centimètres de distance. Compte tenu de la hauteur de l'oiseau, de son anatomie anale et de la vitesse et de la viscosité de la fiente, des chercheurs ont calculé que les pressions internes en amont du rectum atteignaient 10 à 60 kilopascals (0,1 à 0,6 atmosphère) bien plus que ce que les humains pourraient faire.

## Physiologie humaine
Chez l'humain, dans de nombreuses cultures, la défécation est taboue et très intime. Elle s'effectue de différentes façons : en s'accroupissant ou s'asseyant, en utilisant ou non des toilettes. L'acte peut aussi s'avérer involontaire à la suite de dysfonctionnements intestinaux.

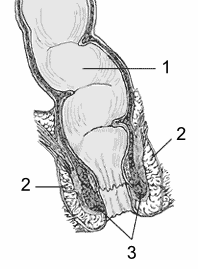
Diagramme du rectum et de l'anus chez Homo sapiens. 1- rectum, 2- sphincter extérieur, 3- sphincter intérieur.

En temps normal, la défécation est volontaire et nécessite une action consciente d’ouverture du sphincter anal. Cependant, une défécation involontaire peut se produire, par exemple en cas d’émotion forte, de troubles psychomoteurs, ou de certaines maladies.
Le contrôle de la défécation, donc des sphincters, marque un des stades de l’évolution de l’enfant : celui-ci devient « propre », il n’a plus besoin de couches, et peut être scolarisé. Du fait de la forte portée symbolique de cette étape d’accession à la maturité, les psychanalystes ont nommé cette étape le « stade anal ».

### Fréquence
La fréquence normale des selles est comprise entre 1 selle tous les deux jours et 2 selles par jour. Une fréquence normale est généralement associée à un microbiote intestinal de meilleure qualité par rapport aux fréquences inférieures. À l'inverse, une fréquence trop élevée peut être associée à un phénomène inflammatoire.

### Pathologies
Différentes affections peuvent perturber ou stopper le mécanisme de défécation. Les causes peuvent être soit d'origine organique, soit d'origine psychogène ou encore d'origine socioculturelle.
La constipation (souvent associée à une colopathie) est une des causes principales de difficulté à la défécation. La constipation peut être d'origine fonctionnelle et être causée par différents facteurs, tels une anomalie du contenu des selles (trop dures notamment), une diminution de la motricité digestive (péristaltisme intestinal), une anomalie ou un dysfonctionnement des sphincters anaux, ou encore une douleur locale ou un stress. La constipation peut également être d'origine organique et avoir comme étiologie une pathologie organique en amont comme dans le cadre d'un cancer (cancer du côlon ou du rectum), d'un trouble endocrinien (diabète ou trouble hormonal chez la femme), ou encore d'un trouble neurologique (destruction nerveuse dans le cadre de la paraplégie par exemple).
L'incontinence fécale désigne également une forme de trouble de la défécation. Elle caractérise le fait d'être incapable de maîtriser l'évacuation ou la retenue de déjections. L'étiologie est vaste, et est principalement liée au relâchement sphinctérien dû à l'âge. L'encoprésie, en particulier, est une forme d'incontinence fécale d'origine fonctionnelle touchant principalement l'enfant, dont l'étiologie peut faire référence à un stress, de l'agressivité ou autres troubles de nature psychiatrique.
La laxophobie représente une forme d'incontinence fécale. La laxophobie est considérée comme une affection inflammatoire nerveuse du tube digestif à double dominante : psychique et gastro-entérologique. Le laxophobe est toujours craintif d'avoir une diarrhée à un moment ou à un endroit public dépourvu de toilettes.
D'autres causes peuvent troubler ponctuellement ou de façon chronique la défécation humaine. Ces paramètres sont fonction des pratiques culturelles de chaque individu. Par exemple, la gêne ressentie par un individu de déféquer en présence d'autres personnes (peur que quelqu'un entende, peur de l'inconvenance — similaire à la parurésie), ou encore l'incapacité d'avoir accès à des moyens d'hygiène ou d'intimité dans l'immédiateté du besoin de défécation. Les troubles de la défécation peuvent être également vécus et perçus comme tels par une personne, sans cependant avoir de cause morbide, par exemple dans le cadre d'un changement de rythme ou d'abondance des selles par rapport aux habitudes de défécation.

## La défécation dans la culture
Selon les cultures et les disponibilités matérielles, il existe différentes habitudes et représentations liées à la défécation.

### Lieux
Les humains utilisent différents lieux pour la défécation, le principal étant les latrines. Cependant, une proportion importante de la population mondiale a toujours recours à la défécation en plein air.
L'Unicef et l'OMS ont créé le Joint Monitoring Programme (JMP) afin d'évaluer la situation mondiale de l'eau et de l'assainissement. Leur rapport de 2008, centré sur l'assainissement, évalue les pratiques de défécation quotidiennes sur une échelle comportant quatre niveaux : la défécation en plein air, l'utilisation de latrines dites « non améliorées », l'utilisation de latrines partagées, et enfin l'utilisation de toilettes privées et « améliorées ».

#### Plein air

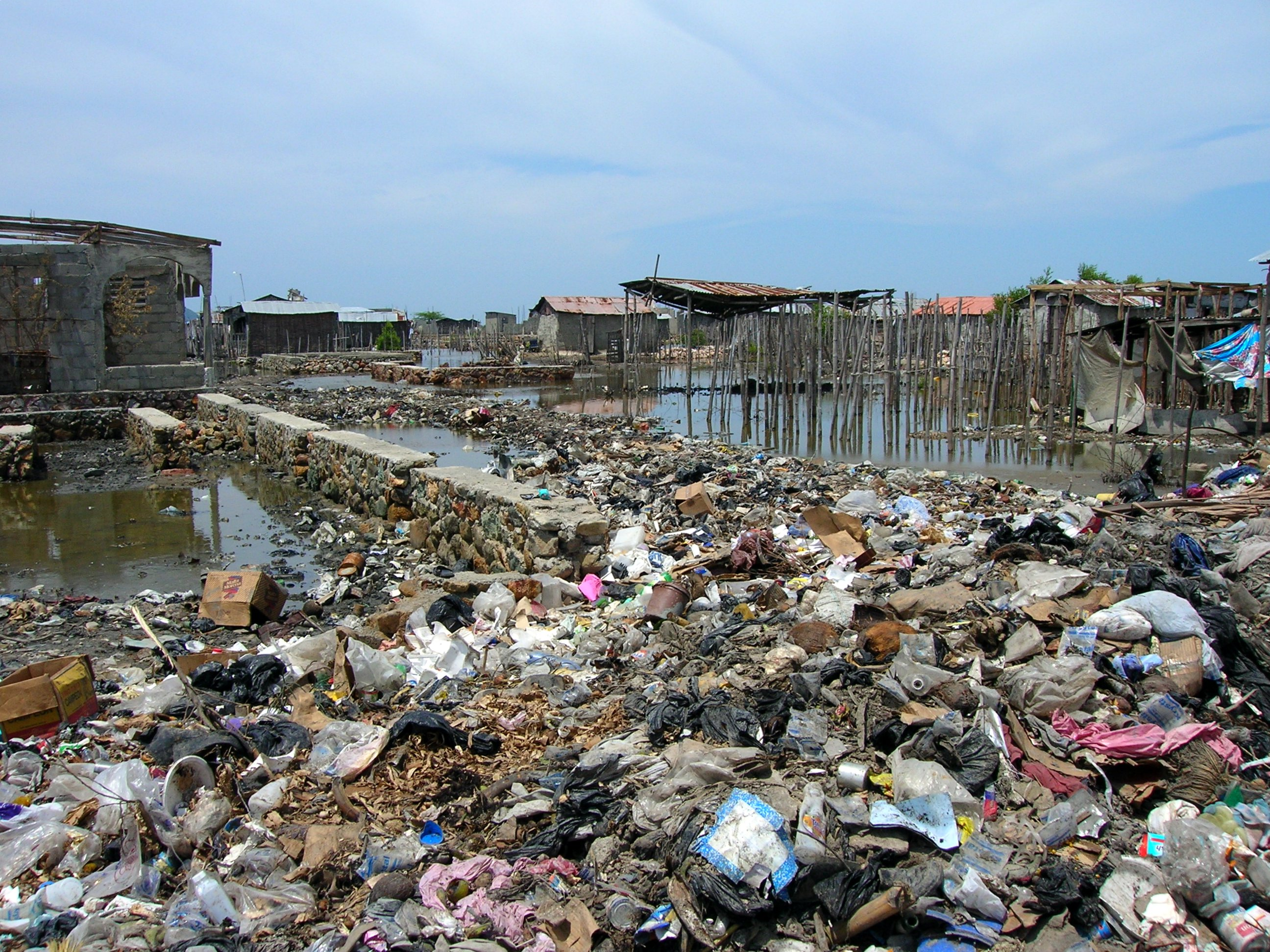
« Toilettes volantes » (sous forme de sachets plastiques noirs) sur une pile d'ordures, dans la banlieue de Cap-Haïtien.

Dans la « défécation en plein air » sont regroupées différentes pratiques consistant à déféquer dans un endroit ouvert, sans que les excréments n'aillent dans un conteneur ou une fosse spéciale. Les personnes font ainsi leurs besoins derrière des buissons, dans une forêt, dans les champs (où les excréments constituent des engrais), dans un cours d'eau, sur la plage à marée basse, etc. Il s'agit historiquement des lieux de défécation les plus communs, notamment à la campagne, où la faible densité de population permet de changer régulièrement de lieu, évitant l'accumulation d'excréments.
Dans un climat chaud et sec, cette pratique ne pose pas de gros problèmes de santé : les excréments sont vite desséchés au soleil, empêchant la propagation de maladies. En revanche, dans un climat humide, ou lorsque les excréments finissent dans un cours d'eau, les risques de propagation de maladies sont bien plus élevés, selon la provenance de l'eau de boisson. Une pratique à risque est aussi celle consistant à utiliser un sac plastique pour faire ses besoins, et à déposer ensuite ce sac plastique sur un tas d'ordures. On retrouve cette pratique dans les milieux urbains pauvres, où l'absence de place et d'argent ne permet parfois pas d'autre possibilité. Dans ces mêmes milieux, l'évacuation des ordures est également problématique, et les excréments peuvent revenir contaminer le sol et l'eau. Dans certains bidonvilles, les sachets plastiques sont lancés au petit bonheur pendant la nuit, c'est le phénomène des « toilettes volantes ».
Outre les risques sanitaires, qui peuvent facilement affecter d'autres communautés voisines même si elles disposent d'un assainissement amélioré, la défécation en plein air pose des problèmes de dignité et de respect de la vie privée ; selon les cultures, il peut être interdit ou extrêmement embarrassant pour les femmes de faire leurs besoins à la vue de tous. Elles doivent donc se soulager le matin avant le lever du soleil ou le soir après son coucher, et se retenir pendant la journée, ce qui n'est pas sans conséquences physiologiques et psychologiques.
En 2006, on estimait que 18 % de la population mondiale avait recours à la défécation en plein air, soit 1,2 milliard de personnes. Ce pourcentage monte à 48 % en Asie du Sud (notamment le sous-continent indien, où se trouve près des deux-tiers des personnes faisant leurs besoins en plein air), et à 28 % pour l'Afrique subsaharienne. Cette pratique est largement rurale : au niveau mondial, 31 % des ruraux y ont recours, contre 5 % des urbains. Si ces proportions sont toutes en baisse depuis 1990 (date de début des estimations globales), l'évolution démographique fait que le nombre de personnes y ayant recours n'a globalement pas changé.

#### Toilettes non améliorées

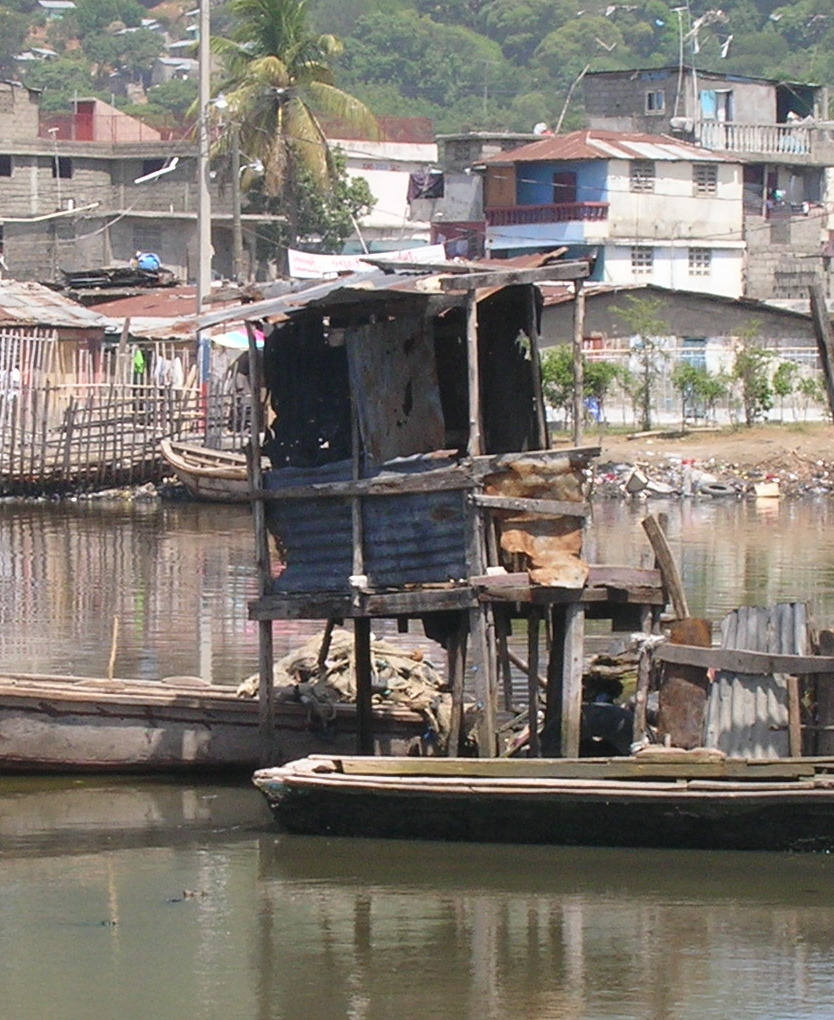
Toilettes « suspendues », au-dessus d'un cours d'eau, à Cap-Haïtien, Haïti.

L'Unicef et l'OMS appellent « toilettes non améliorées » les toilettes ne permettant pas de garantir une hygiène suffisante et de contenir la propagation des maladies. L'aspect le plus important est la séparation physique entre les excréments (et les pathogènes qu'il contiennent) et les usagers. Il s'agit des toilettes au bas de l'échelle : les latrines à fosse simple non recouvertes d'une dalle ou d'une plate-forme ; les toilettes « suspendues », c'est-à-dire au-dessus d'un cours d'eau ; les toilettes à seau, où les usagers font leurs besoins dans un seau qui est ensuite vidé par une autre personne. La définition inclut aussi les toilettes « améliorées » mais dont la décharge n'est pas satisfaisante, par exemple une toilette à siphon hydraulique qui ne se décharge ni dans un égout ni dans une fosse septique, mais par exemple dans un canal ouvert ou dans une rivière.
Si ces installations permettent généralement d'obtenir une intimité suffisante et une meilleure dignité, le problème de l'hygiène reste entier : avec les toilettes suspendues, les excréments sont entrainés par le cours d'eau et vont contaminer les habitants en aval ; l'absence de dalle rend l'utilisation d'une latrine dangereuse pour les enfants et rend l'endroit difficile à nettoyer. Quant aux toilettes à seau, elles posent d'énormes problèmes de santé aux gens chargés de les vider, comme c'est encore le cas pour les intouchables en Inde. Mais en l'absence de réseau d'égouts, c'est parfois tout ce que certains habitants peuvent se permettre, une fosse septique étant souvent très chère à installer et à entretenir.
Environ 12 % de la population mondiale utilisait ce genre de toilettes en 2006, mais 25 % de la population est-asiatique et 23 % en Afrique sub-saharienne. Les 4/5e des usagers de toilettes non améliorées habitaient dans des zones rurales. Comme pour la défécation en plein air, ces proportions sont en baisse, tandis que le nombre d'usagers stagne depuis 1990.

#### Toilettes partagées et publiques

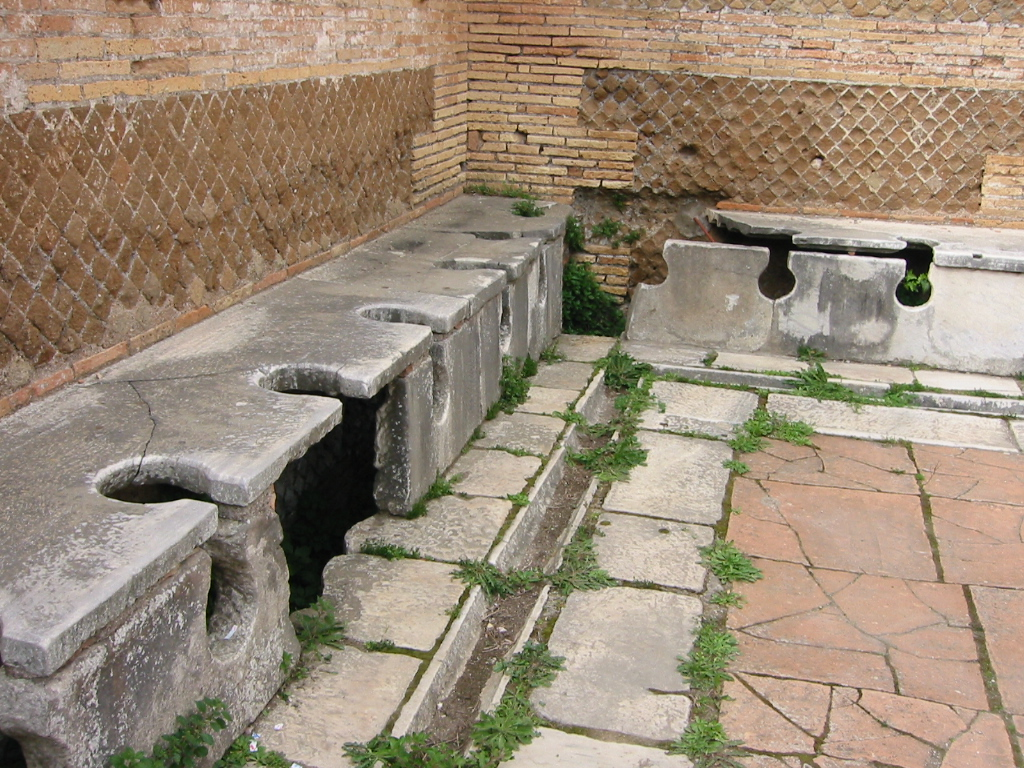
Latrines antiques publiques à Ostie (Empire romain). La rigole au pied de la banquette percée était une adduction d'eau servant à l'hygiène des utilisateurs.

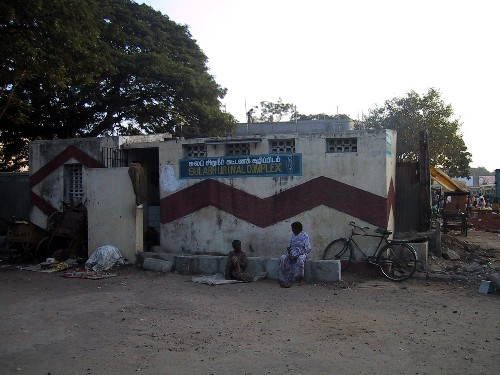
Toilettes publiques installées par Sulabh International en Inde.

Les toilettes « partagées » sont des toilettes « améliorées », donc assurant une séparation suffisante entre les excréments et les usagers, mais qui sont partagées entre plusieurs familles ou publiques, au lieu d'être privées. Il peut s'agir de toilettes partagées entre deux ou trois familles, de toilettes communautaires réservées aux habitants de certaines maisons ou d'un quartier donné, ou de toilettes publiques, ouvertes à tous. On trouve des toilettes publiques un peu partout dans le monde, notamment dans les lieux publics, les restaurants et certains transports en commun ; mais, dans les pays en développement, on trouve encore beaucoup de familles les utilisant quotidiennement, faute d'avoir mieux.
Quand des toilettes sont partagées entre plusieurs familles, elles le sont généralement entre 5 familles ou moins, dans un système de « bon voisinage ». Au niveau mondial, 8 % de la population utilise des toilettes partagées ou publiques, un chiffre en expansion par rapport à 1990 (5 %). Il s'agit d'une pratique surtout urbaine : en Afrique sub-saharienne, près d'un urbain sur trois utilise de telles toilettes, contre un rural sur dix. En Asie du Sud, il s'agit d'un urbain sur cinq. L'augmentation de ce phénomène s'explique en partie par la croissance des bidonvilles, dans lesquels l'absence de place ne permet pas d'avoir des toilettes privées.
Si ces toilettes permettent généralement une meilleure hygiène que les toilettes non améliorées, il est difficile de savoir si la sécurité et l'intimité sont correctes, et donc si elles sont effectivement utilisées. Le nettoyage est également un problème, selon qu'il est assuré par une compagnie privée ou les services publics (ce qui nécessite souvent un droit d'entrée et limite l'accès des plus pauvres) ou par le voisinage (avec les soucis d'organisation que cela peut créer).

#### Toilettes améliorées
Près des deux tiers de la population mondiale utilise des toilettes améliorées. Par « améliorées », on entend des toilettes assurant une hygiène suffisante. Comme pour les autres types le toilettes, la disposition, la forme, la position possible, l'arrangement de la pièce, etc. dépendent fortement de la culture locale. Il peut s'agir des types de toilettes suivants :
- toilette à siphon hydraulique, éventuellement équipée d'une chasse d'eau, et débouchant sur une fosse septique, un égout ou une fosse d'infiltration ;
- latrines simples ou toilettes ventilées (« VIP »), sur une fosse sèche, avec une dalle permettant d'isoler le contenu de la fosse ;
- toilettes sèches permettant un compostage efficace des excréments.

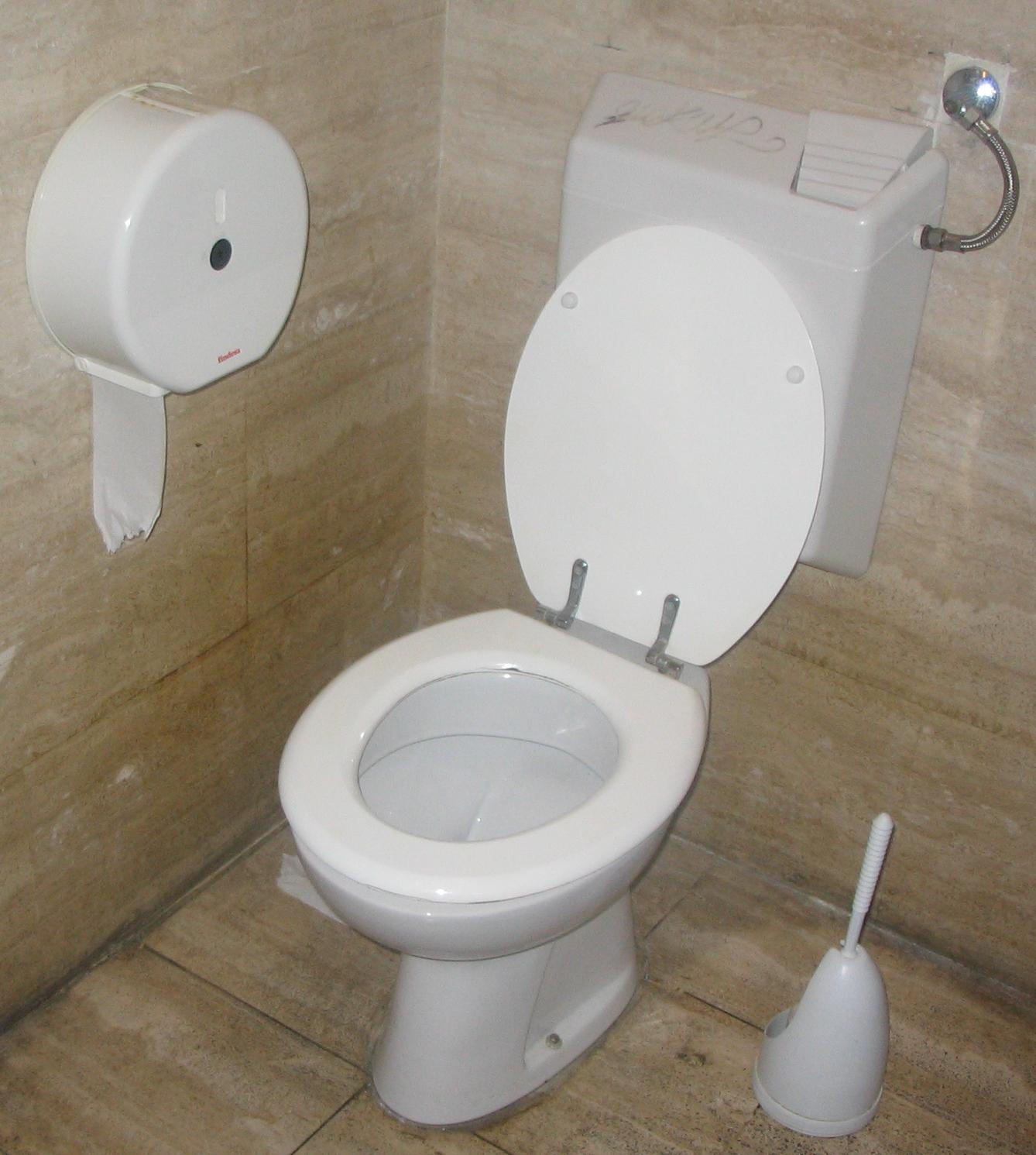
Siège de toilettes à l'européenne à siphon hydraulique et chasse d'eau
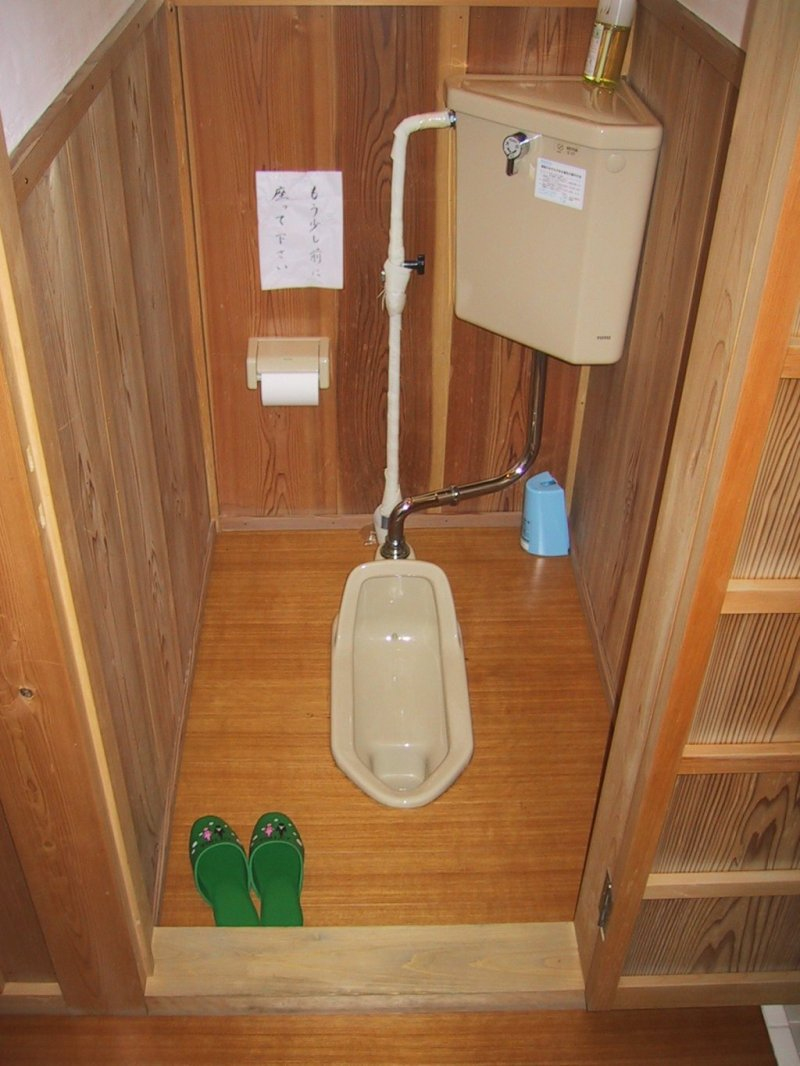
Toilettes japonaises à siphon hydraulique et chasse d'eau
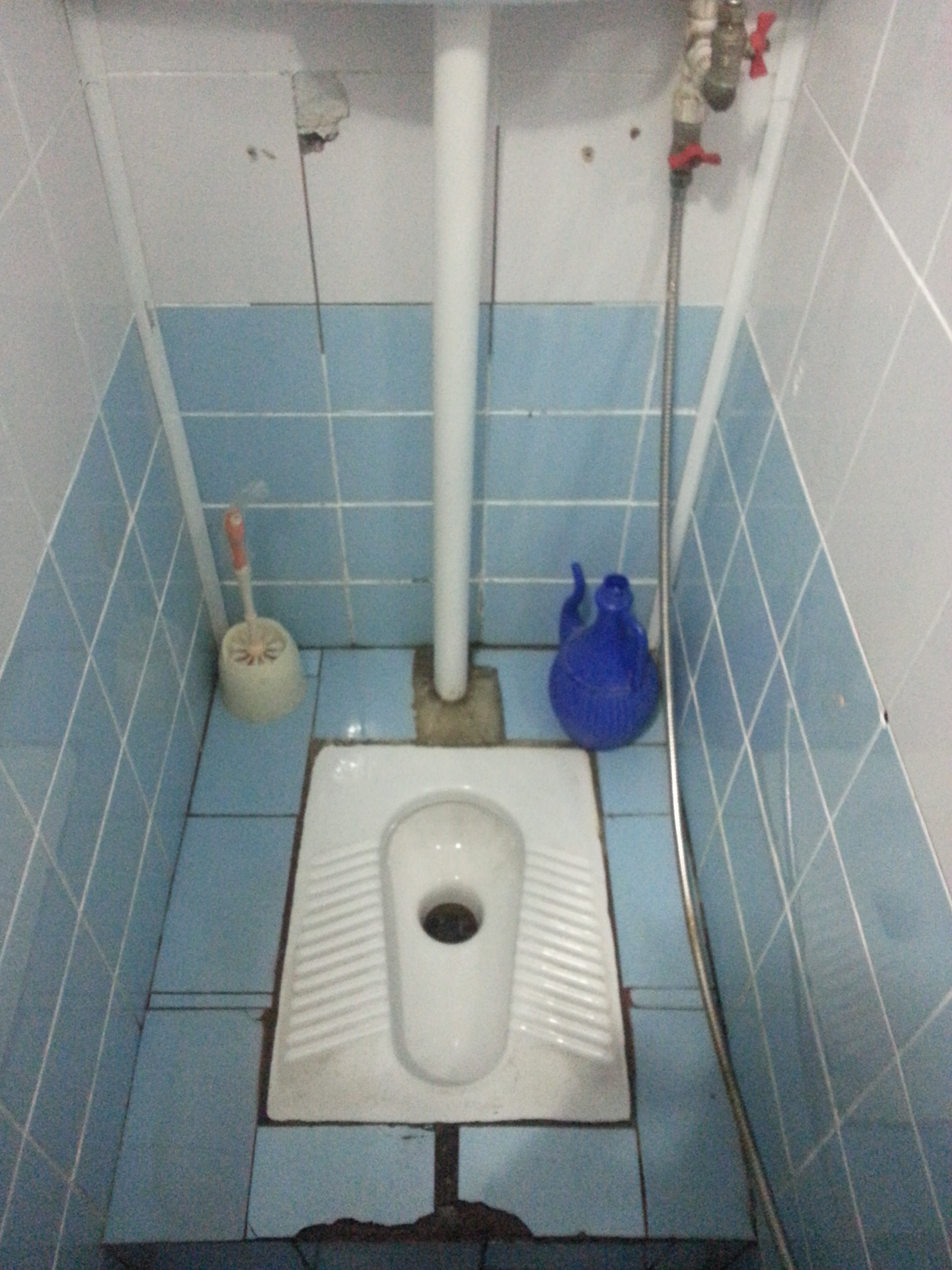
Toilettes musulmanes « à la turque » à siphon hydraulique, jet d'eau et chasse
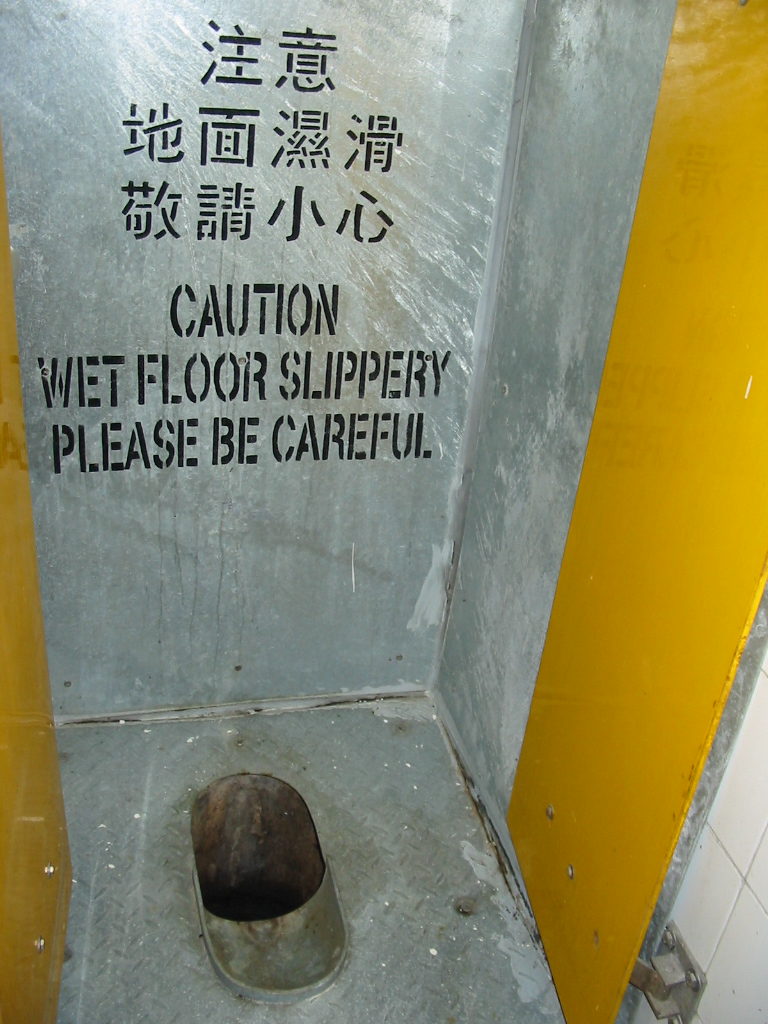
Toilettes chinoises à fosse simple, avec dalle protectrice
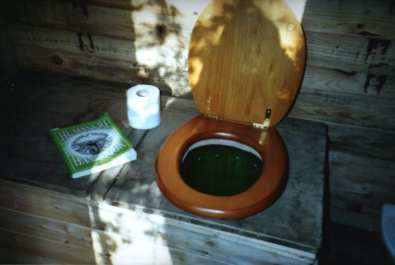
Toilettes sèches, à compost

Au niveau mondial, 62 % de la population utilisaient des toilettes améliorées en 2006, laissant donc plus de 2,5 milliards de personnes sans toilettes satisfaisantes. C'est en Afrique sub-saharienne et en Asie de Sud que ce pourcentage est le plus faible : 31 % et 33 % respectivement ont accès à des toilettes améliorées, un chiffre en faible augmentation ; au total, 1,8 milliard de personnes n'ont pas accès à de telles toilettes en Asie, et plus d'un demi-milliard en Afrique. Les études montrent que ces inégalités correspondent bien aux inégalités de richesse.
En Inde, les hindous s’essuient avec leur main gauche considérée comme « impure », qui sera lavée à la sortie.

### Gestuelle

#### Position
Il existe principalement deux positions pour la défécation : assise et accroupie. La position assise consiste à reposer ses fesses sur un siège le plus souvent conçu dans ce but (sur des toilettes), mais parfois sur un simple bloc de béton percé d’un trou dans des latrines publiques rudimentaires. Cette position est répandue dans les pays occidentaux (Europe, Amérique du Nord), en Amérique du Sud, centrale et en Afrique du nord, et tend à se généraliser lors de l’adoption de toilettes à chasse d'eau.
La position accroupie consiste à s’appuyer sur ses pieds, l’arrière des cuisses reposant sur les mollets ; le rectum est positionné au plus bas. Cette position se prend naturellement pendant une défécation en plein air, car il est dur, voire douloureux, de se tenir « assis » en l’absence de siège (sollicite fortement les quadriceps). La position accroupie a l’avantage de permettre une meilleure évacuation des excréments, mais a parfois une connotation négative, associée à une pratique culturellement « inférieure ». Elle reste toutefois la position la plus courante dans de nombreux pays d’Asie (notamment dans le sous-continent indien et en Asie du Sud-Est) et en Afrique subsaharienne, ainsi que dans les endroits où la technologie est insuffisante, comme dans les bidonvilles et les zones rurales peu accessibles.
Changer de position est un acte souvent difficile ; ainsi, les personnes habituées à s’asseoir peuvent répugner à devoir s’accroupir en l’absence de siège. Et inversement, il n'est pas rare qu'une personne habituée à s’accroupir utilise incorrectement un siège de WC, en s’accroupissant dessus, les pieds sur le siège.
La position revêt également une importance en fonction de la religion ou de certaines traditions. Par exemple, un musulman respectant le Coran ne devrait pas déféquer en tournant le dos ou en faisant face à La Mecque.

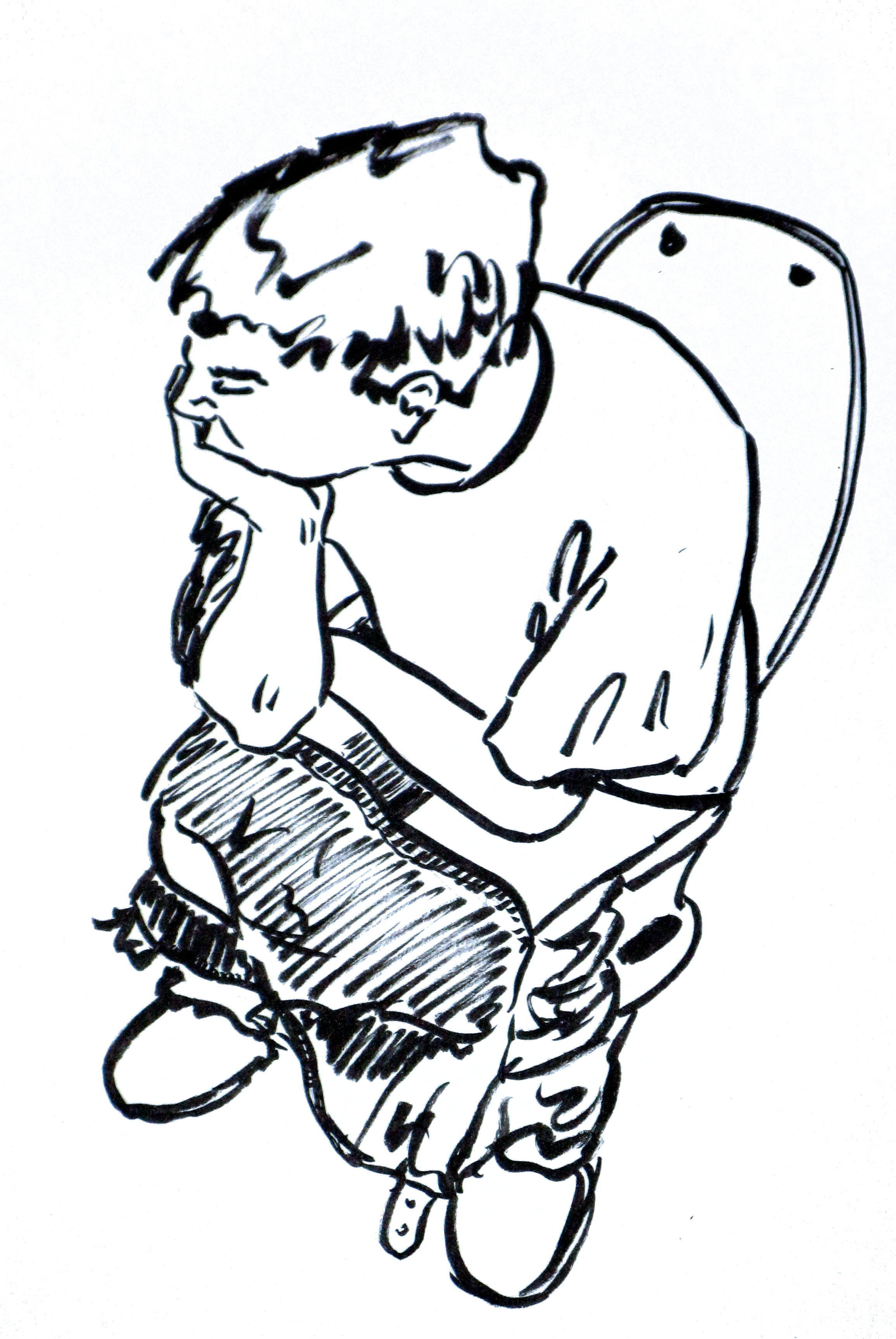
Position assise
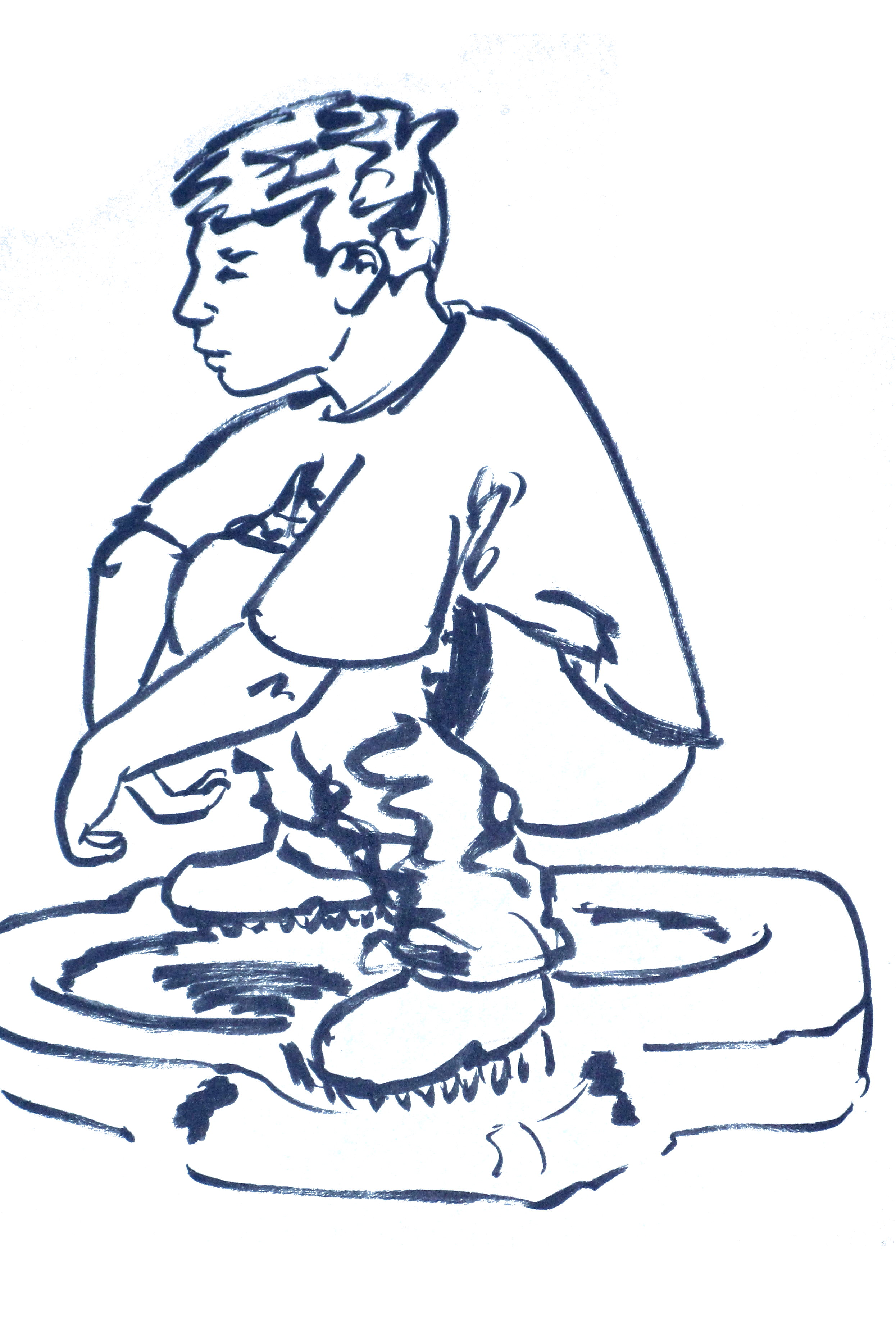
Position accroupie

#### Nettoyage
Il existe une grande variété de méthodes utilisées pour se nettoyer après la défécation. Dans les endroits où les toilettes à chasse d'eau sont répandues, le papier toilette est largement utilisé, qui a l’avantage d’être relativement hygiénique et de pouvoir se décomposer par la suite s’il y a suffisamment d’eau. Le papier toilette a pour inconvénient principal son approvisionnement : il peut être peu accessible dans certaines zones reculées et peut rester cher pour les plus démunis. Il est dans ce cas remplacé par du papier journal par exemple, qui se décompose moins facilement.
Dans les pays très industrialisés, d'autres solutions sont envisageables : une société française développe son marketing sur une dualité papier-eau pour mieux éliminer les matières fécales. Le principe consiste à mouiller le papier avant utilisation.
L’eau est employée à de nombreux endroits en raison de la tradition ou de la religion : c’est le cas par exemple en Asie du Sud-Est, dans la péninsule indienne, au Yémen, à Zanzibar, au Kirghizistan… l’inconvénient est qu’il faut disposer d’une quantité d’eau suffisante. Pour aider au nettoyage, la main est utilisée dans de nombreux pays ; il s’agit la plupart du temps de la main gauche, et certains tabous sont associés à cette main : par exemple, il ne faut pas manger avec la main gauche, mais seulement avec la droite si on est un droitier ; de même pour serrer la main d’une personne rencontrée, etc.
Enfin, suivant ce qui est disponible sur place, d’autres matériaux sont utilisés, notamment dans les zones rurales et les zones périurbaines paupérisées ; il peut s’agir de pierres suffisamment lisses, de feuilles, d’épis de maïs, de boules de terre, de papier journal, de branches, etc. Ces objets sont plus volumineux et peuvent bloquer l’égout ou remplir trop rapidement une fosse de latrine ; ils doivent donc être collectés à part.

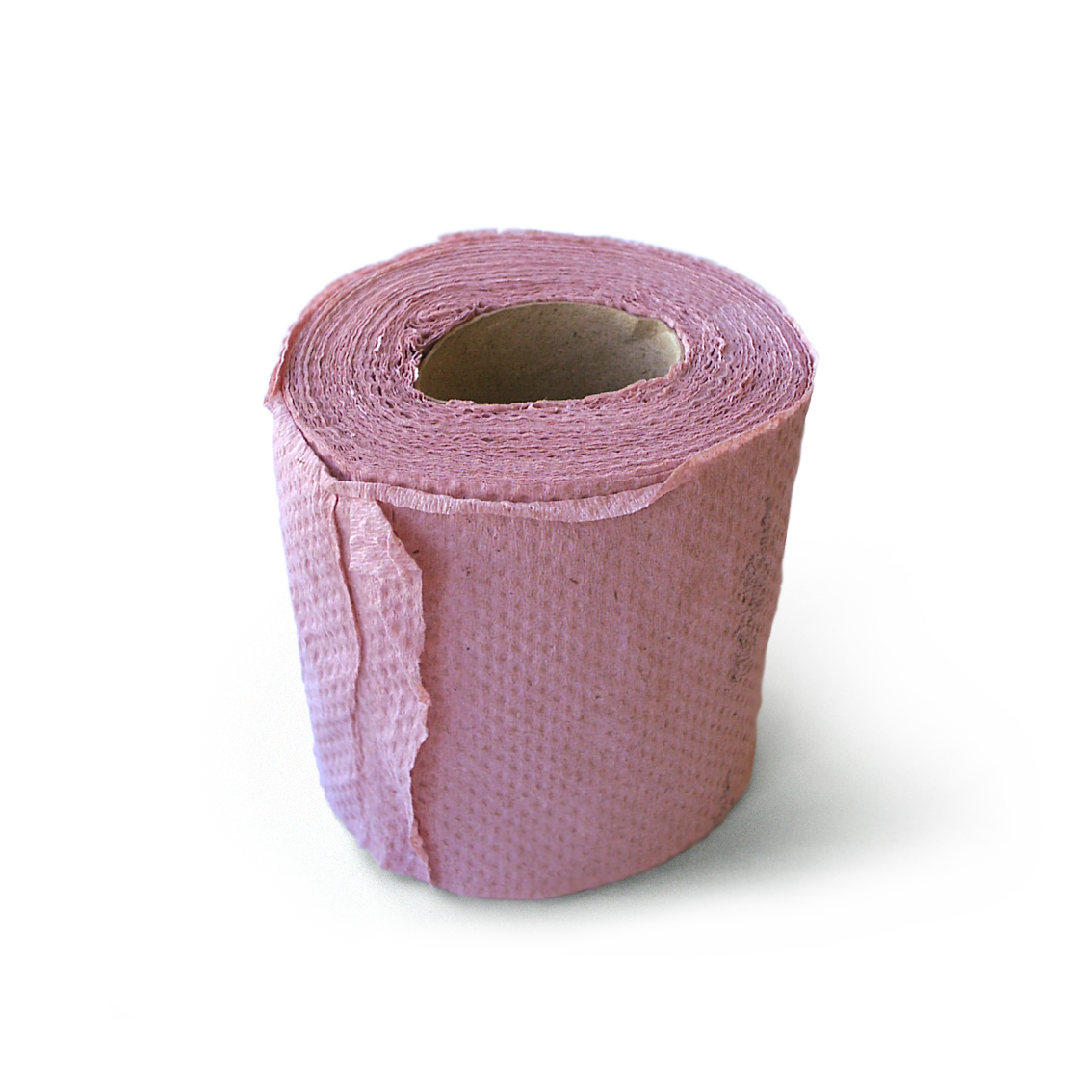
Rouleau de papier toilette
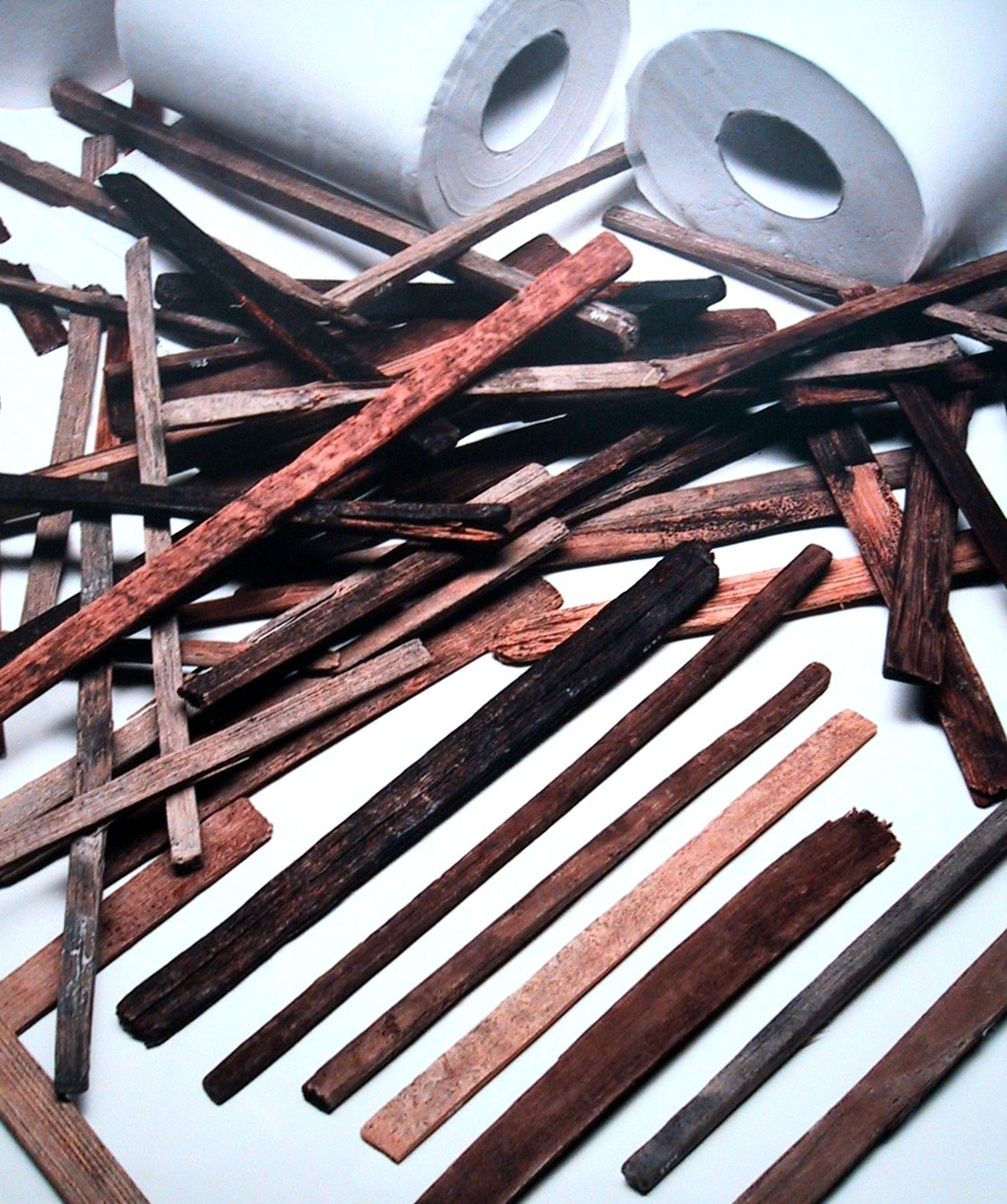
Baguettes de bois utilisées au Japon pendant la période Nara (les rouleaux indiquent une référence de taille)
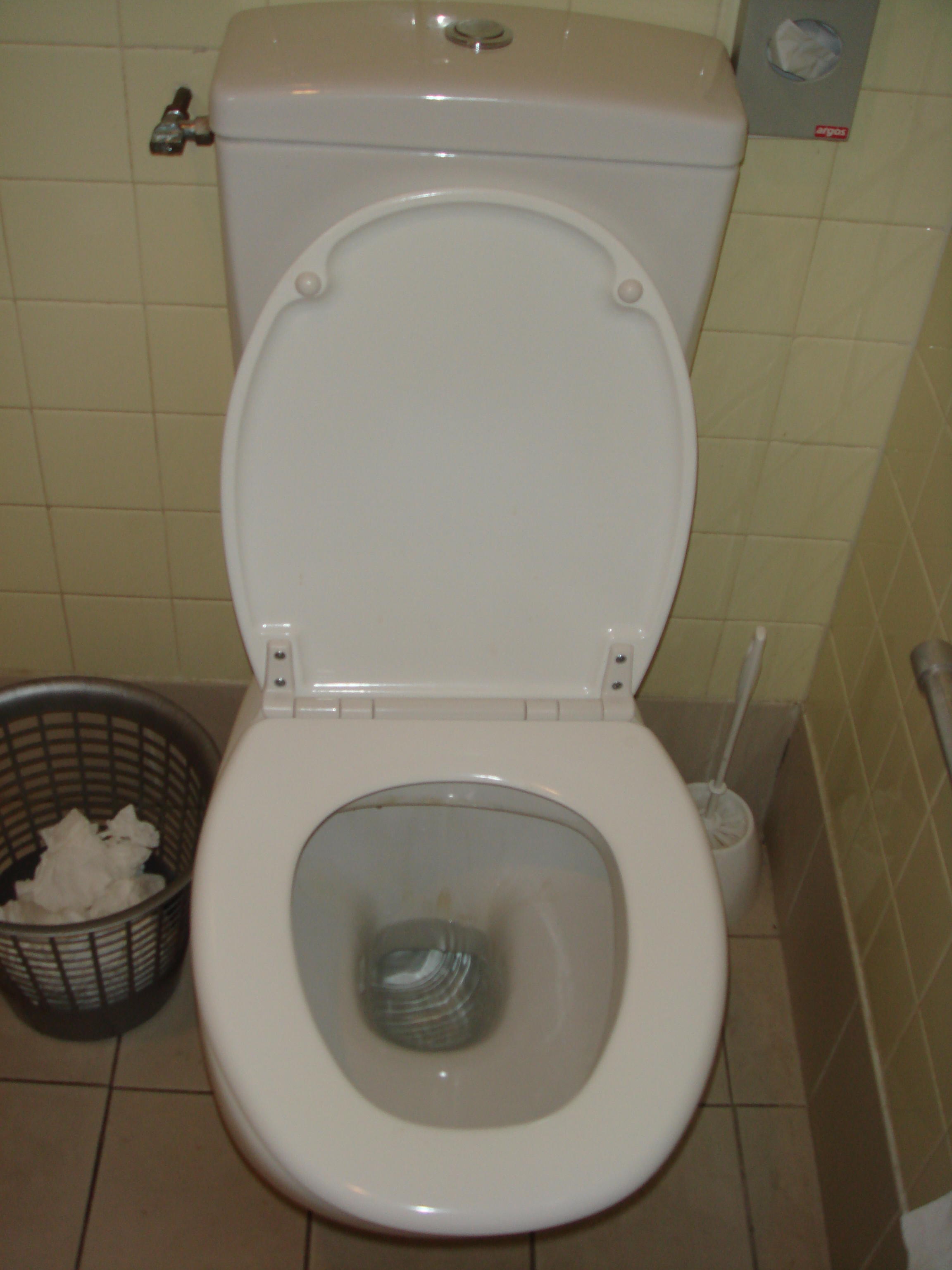
Toilettes à l'européenne
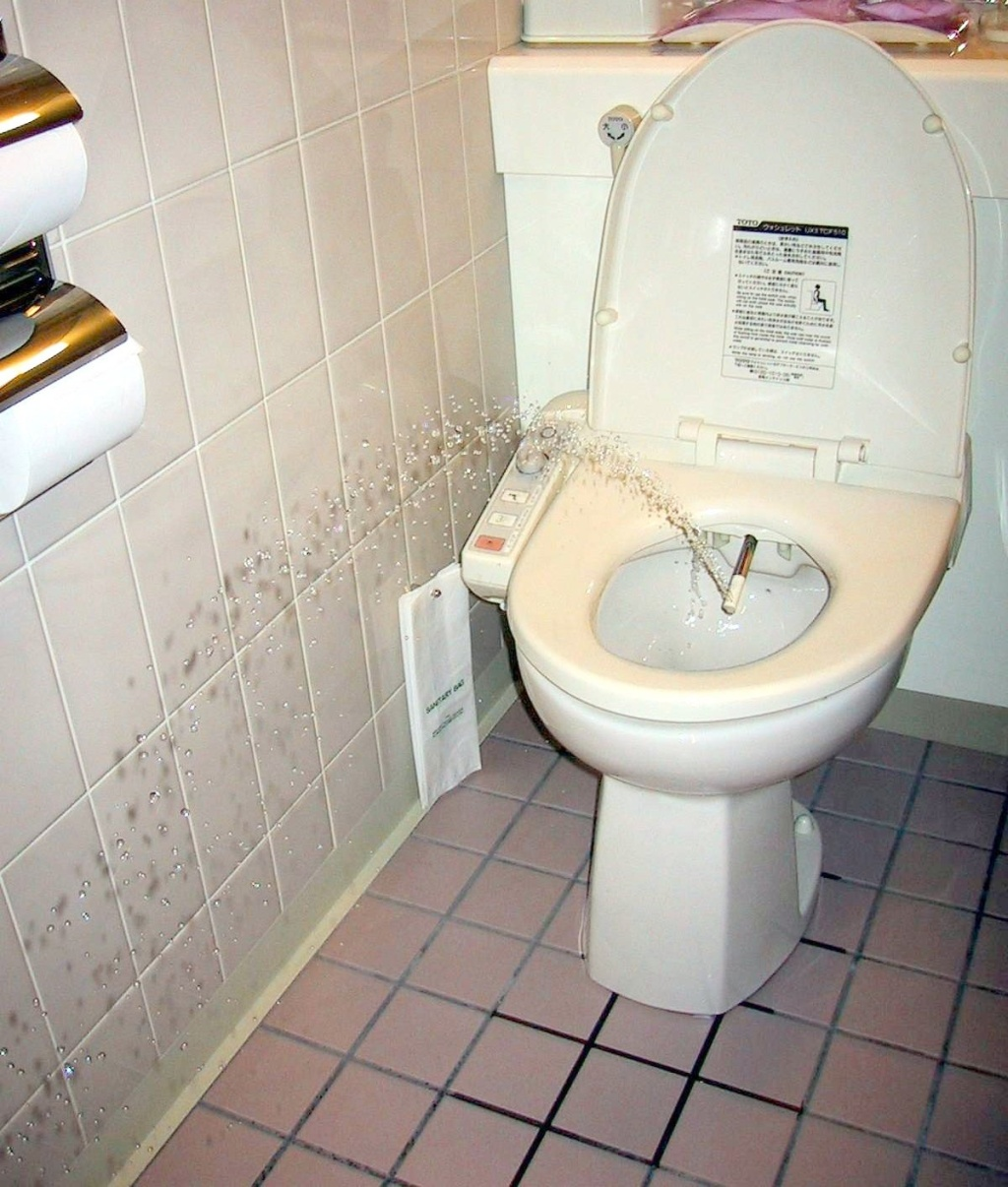
Toilettes à bidet à la japonaise, avec jet d'eau pour le nettoyage anal
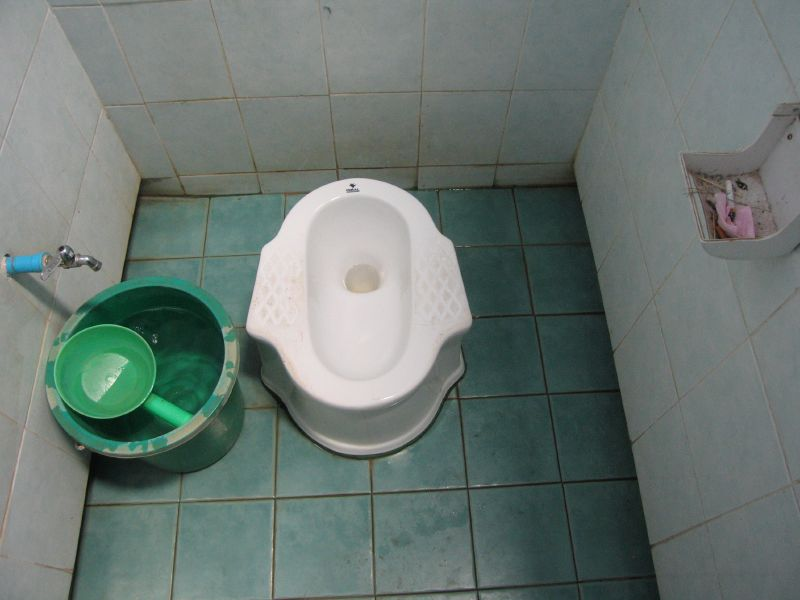
Toilettes en Thaïlande : l'usager se nettoie avec la main (gauche, habituellement), et utilise la « casserole » en plastique pour puiser l'eau et se nettoyer
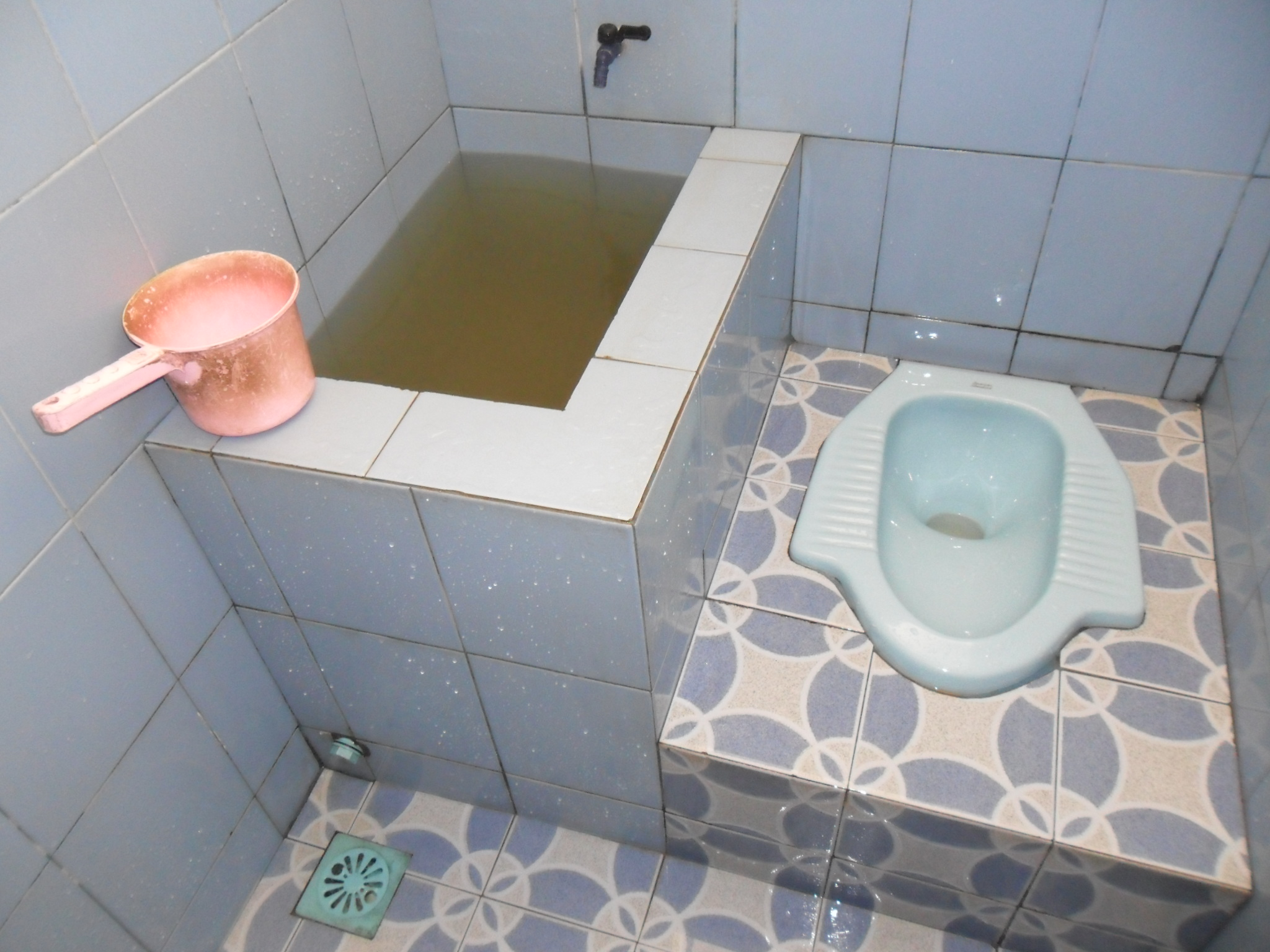
Toilettes indonésiennes : à gauche, la cuvette d'eau pour l'hygiène selon les prescriptions musulmanes

## Représentation dans la culture
Dans de nombreuses cultures, la défécation est un tabou, contrairement à l’acte de s’alimenter.
En Occident la défécation fait l'objet d'une pudeur qui n'a été poussée dans ses retranchements qu'assez récemment puisque longtemps la défécation s'est faite en public dans les latrines, ou dans la rue. À partir du XVIe siècle, les latrines publiques disparaissent et ce n'est qu'au XIXe siècle que la défécation devient un exercice privé et aseptisé. La défécation se tient désormais loin des regards et loin des conversations polies.
Au temps de Louis XIV, on n'entretient pas avec la défécation une intimité close, contrite, presque coupable, on s'installe sur sa chaise percée en toute simplicité, tout en recevant des amis, en discutant, et jouant aux cartes. Cette chaise est attenante à la chambre, le cabinet, qui sert de lieu de réunion pour le roi et les ministres. Mais il n'est pas l'inventeur de cette pratique; Louis XIII le faisait avant lui, c'était une mode chez les puissants. Comme l'écrit Montaigne, les rois avaient l'habitude de « faire leur trône de leur chaise percée ».
Montaigne reconnaît que la séparation entre les zones anale et génitale est en contradiction avec l'anatomie qui a « logé pesle mesle nos délices et nos ordures ensemble » : rien n'est du corps qui ne soit de l'âme, et l'excrément ne concerne pas seulement les opérations du ventre. À l'ouverture du chapitre « De la vanité », et comme pour illustrer la vanité de son discours sur la vanité, à la fois inanité et « niaise humeur », Montaigne expose un cas exemplaire de fétichisme anal, la collection de reliques odorantes offertes « en montre » à ses visiteurs par un gentilhomme qui ne communiquait sa vie que par les opérations de son ventre, « et il le présente comme le modèle de la production des essais dans un geste provocateur qui souligne, sous couleur de l'atténuer, l'incivilité du propos.»

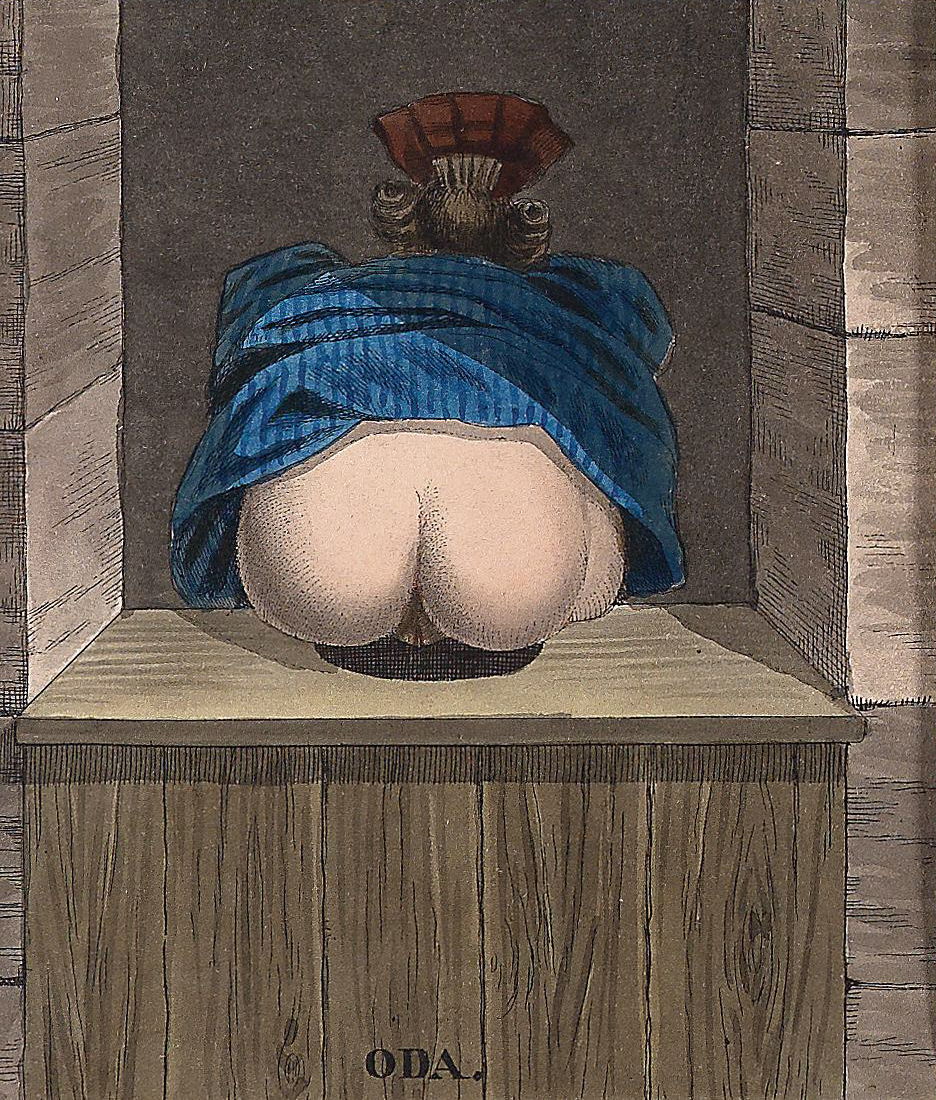
Cabinets d'aisances Oda

Le caractère tabou de la défécation a, comme pour la sexualité, développé l'humour scatologique, que l'on retrouve dans les blagues, une certaine paillardise, mais aussi dans la littérature et le théâtre : Rabelais et la Commedia dell'arte utilisaient ces ressorts comiques. On retrouve des écrits et des correspondances mentionnant cet acte sans la pudeur qui prévaut de nos jours: certaines lettres de Mozart pouvaient contenir plusieurs pages sur le sujet. La correspondance  entre Liselotte von der Pfalz, princesse palatine, et belle-sœur de Louis XIV (qui n'est pas en reste), avec sa tante, Sophie de Hanovre abonde en passage pleins de truculence. Se plaignant de la propreté des rues de Fontainebleau: « Mais les empereurs chient, les impératrices chient, le pape chie, les cardinaux chient, les princes chient, les archevêques chient, les généraux d'ordres chient, les curés & les vicaires chient. Avouez donc que le monde est rempli de vilaines gens, car on chie en l'air, on chie sur la terre, on chie dans la mer, tout l'univers est rempli de chieurs & les rues de Fontainebleau de merde, car ils font des étrons gros comme vous, madame. Si vous croyez baiser une belle petite bouche avec des dents bien blanches, vous baisez un moulin à merde; …tous les mets les plus délicats, les biscuits, les pâtés, les tourtes, les perdrix, les jambons, les faisans, tout n'est que pour faire de la merde mâchée, etc. » Dans une lettre de 1685, Liselotte raconte que le roi lui a fait « laver la tête » par son confesseur, pour quelque propos malséants: « Si j’ai parlé de kacken et de pissen (est-il besoin de traduire ?), c’est, ajoute Madame, un peu la faute du roi plutôt que la mienne, attendu que je lui ai cent fois entendu dire qu’on pouvait parler de tout en famille, etc.. »
Sans que l'on puisse parler de scatologie, l’écrivain de science-fiction américain Philip K. Dick inverse le schéma de la digestion dans À rebrousse-temps où la prise de matières fécales dans une défécation inversée (le temps tourne à l’envers) est un acte social et la « déglution » (l’alimentation à l’envers) un tabou.

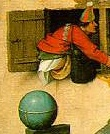
Illustration du proverbe « Chier sur le monde » du tableau Les Proverbes flamands de Pieter Brueghel l'Ancien

Dans le même ordre d'idées, le film de Luis Buñuel, Le fantôme de la liberté (1974), inverse dans une scène la pudeur liée à la défécation et la sociabilité associée à l'alimentation : on y voit une réunion typiquement bourgeoise où les invités devisent sur des cuvettes d'aisance en toute décontraction dans ce qui s'apparente à une « salle à manger », et vont isolément, gênés, manger en cachette dans des lieux clos, équivalent à des « toilettes ».
La défécation est par ailleurs mise en scène de manière burlesque et tonitruante avec Carmen Electra dans le film Scary Movie 4 de David Zucker et surtout Jeff Daniels dans le film Dumb and Dumber de Peter et Bobby Farrelly, scène dans laquelle beaucoup auront pu se reconnaître, ce qui forme en quelque sorte le ressort dramatique de la scène. La défécation comme ressort comique se fait souvent au détriment du personnage comme c'est le cas aussi dans Trainspotting de Danny Boyle, ou de manière excessive dans Jackass 3 de Jeff Tremaine.
La défécation et les excréments ont été utilisés par des artistes afin de choquer ou de se positionner à contre-courant : on trouve ainsi les œuvres Merda d'artista de Piero Manzoni (90 boîtes qu'il remplit de ses excréments) et d'autres Ready-made comme l'urinoir Fontaine de Duchamp, ou encore l'installation Cloaca de Wim Delvoye, grande machine digérant des aliments et produisant des excréments. Elle avait comme prédécesseur le Canard digérateur de Jacques de Vaucanson. D'autres œuvres ont utilisé des excréments, comme les « peintures au caca » de Jacques Lizène.

### Filmographie
- La fabuleuse histoire des excréments : Documentaire de Quincy Russell, durée 3x43 minutes, 2007 ; diffusé en France par Arte [présentation en ligne].